# استرنژیت
استرنژیت  (به انگلیسی: Strengite) با فرمول شیمیایی Fe 3+[PO4].2H2O از مجموعه کانی هاست و نام یک کانی‌شناس آلمانی J.A.Streng است. Fe2O۳:۴۲٫۷۲٪  P2O۵:۳۸٪  H2O:۱۹٫۲۸٪  با Al برای اولین بار در آلمان غربی کشف شد. از نظر شکل بلور: اکتائدر،ورقه‌ای، پهن و کوتاه منشوری رنگ: بنفش روشن تا تیره و قرمز. شفافیت: شفاف، نیمه شفاف. جلا: شیشه‌ای. رخ: خوب، مطابق با سطح. سیستم تبلور: ارترومبیک و در رده‌بندی فسفات است و منشأ تشکیل آن ثانوی است. همایند کانی‌شناسی (پارانژ) آن: تیفیلیت، مگنتیت، تریپلیت، هماتیت و فسفات‌های دیگر است.
از نظر ژیزمان بلور، اگرگات اسفالریتی، درخشان تقریباْ کمیاب است و بیشتر در آلمان غربی، سوئد، آمریکا و چک اسلواکی یافت می‌شود.

## منبع
- پردیس کشاورزی ایران